# Джанкой Джамі
Джанкой Джамі (крим. Canköy Cami) — мечеть у місті Джанкой Автономної Республіки Крим.
Джанкой Джамі — головна та єдина міська мечеть. Невелика та акуратна біла будівля з невисоким мінаретом дуже важлива для місцевих мусульман.
У мечеті регулярно проходять служби, а коли настають літні канікули, при мечеті організується дитячий табір, у ньому вивчають основи ісламу.